# Givry (Yonne)
Givry é uma comuna francesa na região administrativa de Borgonha-Franco-Condado, no departamento de Yonne. Estende-se por uma área de 8,43 km². Em 2010 a comuna tinha 185 habitantes (densidade: 21,9 hab./km²).